# Frontenac County
Frontenac County är ett county i Kanada.   Det ligger i provinsen Ontario, i den sydöstra delen av landet, 120 km sydväst om huvudstaden Ottawa.